# Adélaide von Vermandois

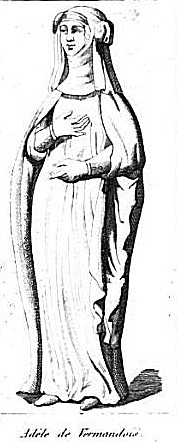
Adelaide von Vermandois

Adélaïde von Vermandois, deutsch auch Adelheid genannt († 23. September 1120 oder 1124), war von 1080 bis 1102 suo jure Gräfin von Vermandois und Valois. Sie gehörte dem Geschlecht der Karolinger an.

## Leben
Adélaide war die Tochter von Heribert IV., Graf von Vermandois, dem letzten männlichen Karolinger, und Adele von Valois.
Um 1080 heiratete Adélaide Hugo von Vermandois (1057–1101) aus dem Geschlecht der Kapetinger, Sohn König Heinrichs I. von Frankreich und jüngerer Bruder des späteren Königs Philipp I. Als Adélaides Vater starb, wurde Hugo Graf von Vermandois. Adélaide wird 1080 in einer Urkunde Hugos, Grafen von Dammartin, erwähnt, in der den Mönchen von Cluny die Kirche von Saint-Leu d’Esserent nebst gewissen Gütern in deren Umgebung übertragen wird.
Nach dem Tod ihres ersten Gatten Hugo heiratete Adélaide 1104 Rainald II. (1070–1162), Graf von Clermont-en-Beauvaisis. 1102 trat Adélaides Sohn Rudolf ihre Nachfolge als Graf von Vermandois und Valois an.
König Ludwig VI. von Frankreich entzog um 1117 Thomas de Marle das Amiénois und übertrug es auf Adélaide. Daraufhin gab Adélaide diese Grafschaft als Mitgift an ihre Tochter aus zweiter Ehe, Margarete von Clermont, als diese um 1118 den Grafen Karl I. von Flandern heiratete. Adélaide starb 1120 oder 1124. Ihr Leichnam wurde später im Kloster Ourscamp beigesetzt. Da es keine männlichen Erben der Karolinger mehr gab, gilt Adélaide als das letzte Mitglied dieses Geschlechts.

## Nachkommen
Die Kinder von Adélaide und Hugo waren:
- Matilda († nach 1130), ⚭ 1190 Rudolf I. von Beaugency
- Beatrice († nach 1144), ⚭ Hugo IV. von Gournay
- Elisabeth von Vermandois (* um 1085; † 13. Februar 1131), ⚭ 1) 1096 Robert de Beaumont, Graf von Meulan und Earl of Leicester; ⚭ 2) 1118 William de Warenne, 2. Earl of Surrey
- Raoul (* 1085; † 14. Oktober 1152), Graf von Vermandois und Valois
- Constance († nach 1128), ⚭ Geoffroy de la Ferté-Ancoul, Vicomte von Meaux
- Agnes (* um 1085; † nach 1127), ⚭ Boniface del Vasto, Markgraf von Savona
- Henri († 1130), Herr von Chaumont-en-Vexin
- Simon († 10. Februar 1148), Bischof von Tournai und Noyon
- Guillaume († nach 1096)

Die Kinder von Adélaide und Rainald waren:
- Margarete von Clermont (* um 1104; † 1132), ⚭ 1) um 1118 Karl I., Graf von Flandern; ⚭ 2) 1128 Hugo II., Graf von Saint-Pol; ⚭ 3) Balduin von Encre
- Rudolf (Raoul)